# Pepa Roma
Josefina Roma Balagueró, conocida como Pepa Roma (La Sentiu de Sió, Lleida, España), es una periodista, fotógrafa y novelista española.
En la década de 1970, comienza a publicar en medios de comunicación españoles una serie de reportajes sobre el continente asiático, poco conocido para los lectores españoles de entonces.
Tras licenciarse en Periodismo, trabaja como enviada especial de prensa y realiza entrevistas a líderes políticos como Nelson Mandela, Carlos Menen o el Dalai Lama.
En los años 90 inicia su trayectoria en la literatura con títulos como Mandala (Editorial Alfaguara) o Indian Express , (Editorial Planeta), Premio Andalucía de Novela y Premio Azorín de Novela, respectivamente.

## Biografía
Nace en el municipio de La Sentiu de Sió, Lleida, desde donde se traslada a Barcelona con toda su familia a la edad de siete años. Desde muy joven, su afición por viajar le ofrecerá los conocimientos que años más tarde reflejaría en crónicas y entrevistas internacionales.
Tras terminar el Bachillerato, en agosto de 1972 proyecta realizar la vuelta al mundo. Con 22 años y tras haber vivido en Reino Unido, Australia, Estados Unidos e India culmina este proyecto durante el cual también aprovecha para seguir formándose.
En 1974, a su nuevo regreso a Barcelona, se matricula en la Universidad Autónoma de Barcelona donde estudia Ciencias de la Información y Filosofía y Letras.
Desde su primer curso en la universidad se integra como estudiante en prácticas en La Vanguardia y Tele/eXpres, y como colaboradora en revistas como Interview, para la que cubre en 1977 el primer viaje de Felipe González a Estados Unidos como jefe de la oposición de la recién estrenada democracia española.
A principios de los 80, ya con el título de Periodismo, reemprende su trayectoria viajera ejerciendo de periodista free-lance. Su interés se centra ahora en el mundo árabe y Turquía, país que recorre durante tres meses. Entre los países árabes por los que viaja y trabaja como reportera por esa misma época se encuentran Túnez, Libia, Argelia, Marruecos, Irak, Egipto y Jordania, produciendo numerosos reportajes, crónicas y entrevistas.
De esa época datan sus entrevistas con el ministro de petróleo iraquí, publicada en Interview; el ex primer ministro tunecino Hedi Nuira, publicada en Diario16, reportajes como Las mujeres soldado de Gadafi, publicado en Interview o Leptis Magna, publicado en Jano, entre otros que vieron la luz en La Vanguardia o El País

Asentada de nuevo como periodista en Barcelona, en 1981 se integra en la redacción de El Periódico de Catalunya, donde realiza reportajes y entrevistas, como la serie sobre los orígenes y vida de Felipe González. Durante este década trabajará también para Televisión Española, la revista El Globo o Diario 16 donde publica entrevistas con líderes políticos Nelson Mandela poco después de su salida de la cárcel, o Carlos Menen.
Su currículo como periodista le ha llevado también a desempeñar cargos como responsable de Comunicación en diversas instituciones. En 1990 es nombrada subdirectora de Tele Expo, la compañía formada por TVE, Canal Sur y Expo92.
El año siguiente es nombrada directora de Comunicación de la Secretaría de Estado de Justicia, cargo que ejerce durante el último Gobierno de Felipe González entre 1993 y 1996. Entre 2004 y 2008 ejerce como directora de Comunicación del Ministerio de Medio Ambiente del primer gobierno de José Luis Rodríguez Zapatero.
El Periodismo también le abre las puertas a la docencia. Imparte clases en el máster de Periodismo de Viajes y Aventuras de la Universidad Autónoma de Barcelona.

## Carrera como escritora
Su trayectoria como literata se ve, lógicamente, influida por los viajes que desde muy joven hizo por todo el mundo.
Su primera incursión en la literatura se produce en 1989 con el relato breve Adiós Estambul que fue merecedor de un accésit en el XIII Premio Antonio Machado. Un año después publicó la novela corta Como desaparecer sin ser visto (Editorial Exedra).
Los reconocimientos a su obra llegan a finales de la década de los 90. En 1997 obtiene el Premio Andalucía de Novela con Mandala, novela publicada ese mismo año por Alfaguara. En 2011 gana el Premio Azorín de Novela con Indian Express, publicado por Planeta.
Su última novela Una familia imperfecta ha sido publicada en abril de 2017 por la Editorial Espasa y en abril de 2019 fue traducida al catalán por la Editorial Pagés.
A caballo entre periodismo y la literatura, surge también una variada obra de ensayo. Entre sus libros de no ficción destacan Jaque a la globalización. Como se crean los nuevos movimientos sociales y alternativos, publicada por Editorial Grijalbo en 2001, la cual ocupó los primeros puestos de los libros más vendidos en México y otros países de Hispanoamérica; La trastienda del escritor. Una vocación y un oficio, publicada por Espasa Hoy (Grupo Planeta); De profesión, periodista (Editorial Anaya); o Hablan Ellos, un estudio sobre la masculinidad, publicado por Plaza&Janés en 1998, que estuvo también en la lista de los más vendidos.

## Obra literaria

#### Novela
- Cómo desaparecer sin ser visto, Exadra, 1990.
- Mandala, Alfaguara, 1997. Premio Andalucía de Novela.
- Indian express, Planeta, 2011. Premio Azorín de Novela.
- La familia imperfecta, Espasa, 2017. Pagés 2019

#### Ensayo
- Hablan ellos, Plaza & Janés, 1998.
- De profesión periodista, Anaya, 2000.
- Jaque a la globalización, Grijalbo, 2001.
- La trastienda del escritor, Espasa, 2003.

#### Relato corto
- Adiós Estambul. Accésit XIII Premio Antonio Machado de Narraciones Breves. Dentro del recopilatorio La Voz del Centurión y otros relatos. 1989.
- La mujer varada, El Mundo. (agosto 2011)
- El Mandat de la mare. Escata de Drac. Relats de Sant Jordi. Ajuntament de Lleida. 2021

#### Edición
- Modelos de Mujer. Directora de la colección de libros publicada por Plaza & Janés, 2000.
- Ser hombre (Coordinadora de la edición), Temas de Hoy, 2001.

#### Antologías y obras colectivas
- Mujer y globalización: la revolución silenciada. Dentro del libro La feminización de la cultura, Salamanca 2002 Ciudad Europea de la Cultura, 2002.
- La duda y sus tormentos. Dentro del libro Viajar, sentir y pensar, UOC, 2014.
- Escrito en el cielo, Alfaguara, 2017.

#### Infantil
- La increíble historia de Nacho, Lucía, Bubu… y el elfo que no quería ser grande, Fundación Mauricio Garrigou, 2013.

## Premios y reconocimientos
- Accésit XIII Premio Antonio Machado de Narraciones Breves por Adiós Estambul. (1989)
- Premio Andalucía de Novela por Mandala. (1997)
- Premio Azorín de Novela por Indian Express[1]. (2011)
- Premio Ítaca de la Universidad Autónoma de Barcelona[14] (2018)